# Финч (група)
Вижте пояснителната страница за други значения на Финч.
Finch е бивша нидерландска прогресив рок група, която остава популярна години наред, дори и след последния ѝ концерт в Хага на 14 ноември 1978 г.

## История
Finch са основани от китариста Йоп Ван Нимвеген, басиста Петер Винк и барабаниста Беер Клаасе. Първите двама преди това са работили заедно в групата Q65. Поради липса на добър певец решават да творят предимно в областта на инструменталния рок. Към тях се присъединява Пол Винк (клавишни), но скоро е заменен от Клийм Детермайер, който по онова време е студент в Ротердамската музикална академия.
Първия албумт „Glory Of The Inner Force“ е издаден в Нидерландия и САЩ от Atlantic. Албумът получава добри отзиви. Тогава Детермайер напуска групата, за да се съсредоточи върху пианото. На негово място идва Ад Уеймс.
Вторият албум „Beyond Expression“ става „Запис на седмицата“ на популярното нидерландско радио Вероника. Групата започва да си създава име и да привлича феновете на концертите си в Нидерландия, Белгия и Германия. Третият албум „Galleons Of Passion“ е издаден в Нидерландия и Великобритания.
Честите смени в групата са причина Finch да се разпадната. Въпреки разпадането на гпрупата нейните 3 албума продължават да привличат вниманието на заинтересованите към ранния класически и прогресив рок.

## Дискография

### Албуми
- Glory Of The Inner Force (1975)
- Beyond Expression (1976)
- Galleons Of Passion (1977)

### Сингли
- Colossus (1975)

### Компилации
- „Mythology“ (2013) – Glory Of The Inner Force / Colossus / Beyond Expression / Galleons Of Passion / The Making Of... Galleons Of Passion + концертни изпълнения